# Giovanni Berchet
Giovanni Berchet (født 23. december 1783 i Milano, død 23. december 1851 i Torino) var en italiensk digter.
Berchet hørte hjemme i Lombardiet, hvor i det hele den italienske digtekunst tog et nyt opsving i 19. århundredes begyndelse, især ved Alessandro Manzoni. Selv var han en af de ivrigste forkæmpere for romantikken i Italien, og hans Lettera semiseria di Grisostomo sul Cacciatore feroce e sull'Eleonora di G. A. Bürger 
betragtes som den italienske romantiks program. Med Silvio Pellico, Sismondi og flere var han medarbejder ved Il Conciliatore (1818), romantikernes og de liberales tidsskrift, stiftet som protest mod Biblioteca italiana, klassicismens og de Østrigvenliges organ. I 1821 var Berchet indviklet i en rejsning mod østrigerne, måtte flygte og levede flere år i udlandet. Men 1848 stillede han sig på ny til sit fædrelands tjeneste og havde et embede, så længe østrigerne var forjagne; da de kom igen, måtte Berchet begive sig til Torino og døde der. Hans digte, blandt hvilke særlig må fremhæves hans første episk-lyriske digt I profughi di Parga og hans Romanzi, er udpræget romantiske med et stærkt patriotisk præg og var i sin tid overordentlig populære. Berchet har også oversat tyske poesier.